# Hat´
Hat´ (ukr. Гать; węg. Gát) – wieś na Ukrainie w rejonie berehowskim obwodu zakarpackiego. W 2001 roku liczyła 3122 mieszkańców.